# Igor Mukhin
Igor Mukhin (Игорь Владимирович Мухин), est un photographe indépendant russe, né le 19 novembre 1961 à Moscou en Union soviétique.

## Biographie
Igor Vladimirovich Mukhin naît le 19 novembre 1961 à Moscou en Russie. Il travaille dans une entreprise en bâtiment. Il reçoit son premier appareil photo à l’âge de seize ans et apprend à développer et réaliser ses tirages. Il découvre les images de Robert Doisneau et Henri Cartier-Bresson en visitant des expositions et des foires aux livres. Entre 1986 et 1987, il suit des cours au Art Photo Studio d’Alexander Lapin. 
Pendant la période de la Perestroïka et du Glasnost (1985-1991), il commence une carrière de photographe dans la culture underground  soviétique et documente sur les groupes de rock et de punk. Il photographie les concerts qui sont organisés clandestinement dans des appartements et vend ses tirages sous le manteau à la sortie pour gagner sa vie. 
Après la chute de l’URSS, il devient photographe indépendant et réalise pour la presse –  comme GEO, Rolling Stone, Libération – de nombreux portraits d’artistes et de personnalités russes. Parallèlement à ses travaux de commandes, il continue a documenter sur la ville de Moscou.
Igor Mukhin vit et travaille à Moscou où Il enseigne à la Rodchenko Art School  (école Rodchenko de photographie et d'art multimédia) . 

## Publications
Liste non exhaustive
- Avoir 20 ans a Moscou, Éditions Alternatives, Paris. 1998
- Given rise in the USSR, Treemedia. 2005, 2016
- My Moscow, Treemedia. 2012
- I saw a rock’n’roll, Treemedia. 2016
- Weekend, Treemedia. 2017
- Générations, de l’URSS à la nouvelle Russie / 1985 - 2021  (préf. Michaël Houlette), Bergger éditions, 2021, 128 p. (ISBN 978-2-9572377-0-8)

## Expositions
Liste non exhaustive
- 1994 : Skamejki, XL Galerie, Moscou.
- 1996 : Life in the City. Litauisches Fotomuseum, Riga, Lithuania.
- 1997 : Soviet Epoch: Benches and Monuments, Photohouse, Riga, Lithuania.
- 2002 : Moscou - Paris, Moskauer Haus der Fotografie, Moos.
- 2003 : Contemporary Moscow Photography. Anahita Gallery, Santa Fe, New Mexico, USA.
- 2003 : Moskauer Jugend im 3. Jahrtausend. Moskauer Tage Berlin, Kulturbrauerei, Berlin.
- 2012 : La mia Mosca. Festival Fotografia Europea 2012. San Pietro Cloisters. Reggio Emilia, Italy.
- 2013 : Rétrospective «La Russie d'Igor Moukhin, photographies de 1987 à 2012». Grand Réservoir de L’Hôpital de Bicêtre, Le Kremlin-Bicêtre. Festival RussenKo 2013, France.
- 2015 : MOSKWA_2, La Bohème, Galerie Ljuda, Saint Petersbourg.

- 2021 : Génération Underground , Galerie Polka, Paris[3]

- 2021 : Générations, de l’URSS à la nouvelle Russie / 1985 - 2021, Maison de la photographie Robert-Doisneau, Gentilly[2]
- 2022 : Générations, de l’URSS à la nouvelle Russie, Festival Itinéraires des Photographes Voyageurs, du 8 avril au 30 avril,  Bordeaux .

## Collections publiques
Liste non exhaustive
- Museum of Modern Art (New York)[4]
- Galerie Tretiakov (Moscou)[5]
- Multimedia Аrt Museum (Moscou)[5]
- Fonds National d’Art Contemporain (France)[4]
- Museum of Fine Art (Santa Fe, USA)
- Corcoran Gallery of Art (Washington)[5]